# جائزة اليابان الكبرى 2009
جائزة اليابان الكبرى 2009 (بالإنجليزية: 2009 Japanese Grand Prix)‏ هو سباق فورمولا 1 أقيم بتاريخ 4 أكتوبر 2009 في حلبة سوزوكا، ميه، اليابان. كان الخامس عشر من أصل 17 في بطولة العالم لسباقات الفورمولا واحد موسم 2009. حلّ الألماني سباستيان فيتل أولا بينما جاء الإيطالي يارنو ترولي في المركز الثاني وحصل على المركز الثالث البريطاني لويس هاملتون.